# Editor de fórmulas matemáticas

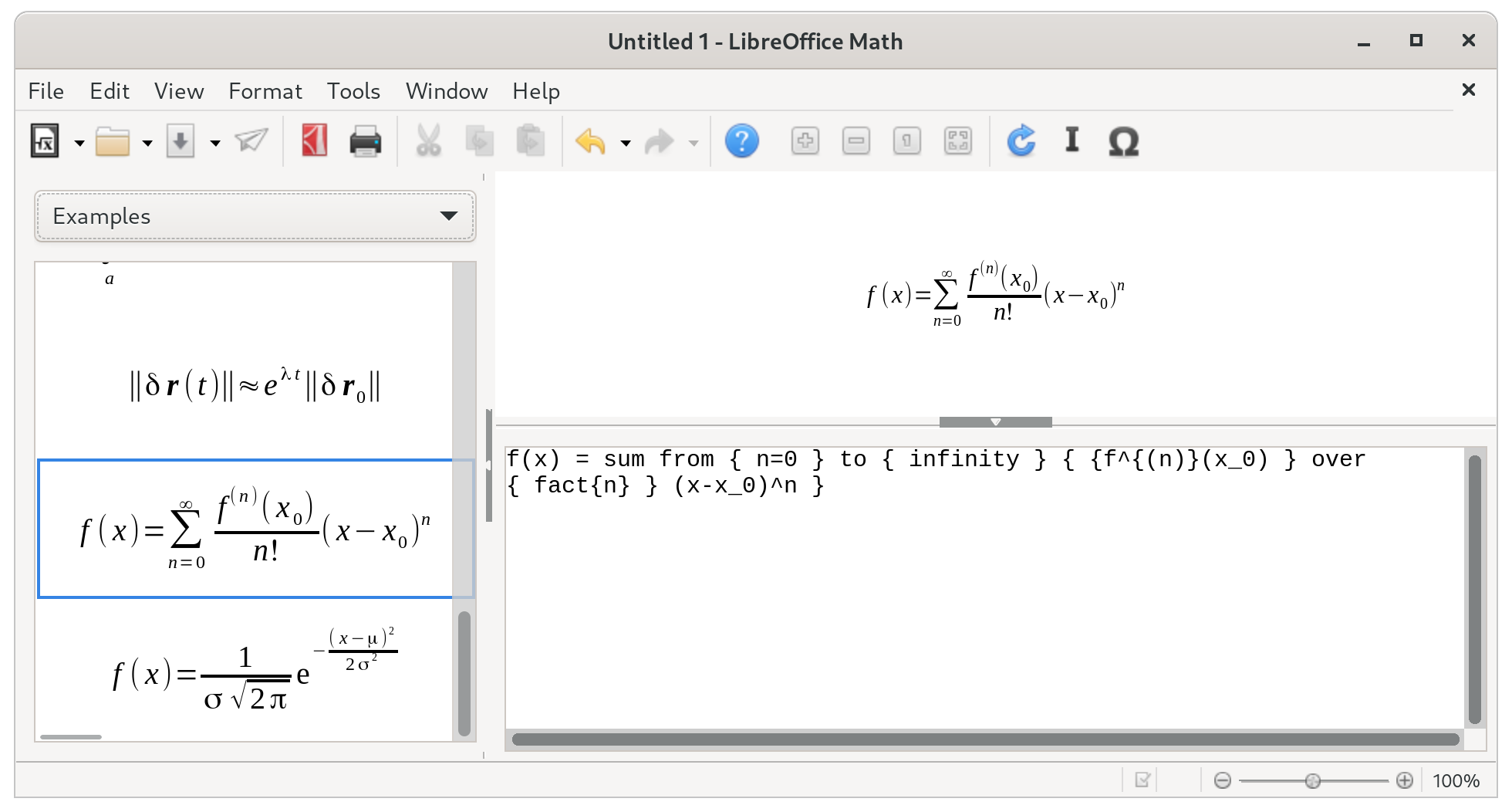
Captura de pantalla del editor de fórmulas LibreOffice Math.

Un editor de fórmulas matemáticas es un software usado para producir trabajos matemáticos o fórmulas. El programa tiene la función de formatear y alinear correctamente los símbolos matemáticos para componer la fórmula de una manera correcta y elegante.
Algunos editores requieren del aprendizaje de un lenguaje propio para introducir las fórmulas, mientras que otros son WYSIWYG. Los editores WYSIWYG tienen a menudo una barra de herramientas con botones con los símbolos matemáticos más usuales, en los que el usuario hace clic para añadir el símbolo al documento. 
Algunos de estos editores también proporcionan la posibilidad de realizar cálculos y operaciones simbólicas, como por ejemplo Mathematica o TeX.

## Ejemplos
- Editor de ecuaciones en Office 2007
- Microsoft Equation Editor
- LibreOffice Math
- KFormula